# Монфалито (Асти)
Монфалито је насеље у Италији у округу Асти, региону Пијемонт.
Према процени из 2011. у насељу је живело 104 становника. Насеље се налази на надморској висини од 189 м.